# Reakcja orientacyjna
Reakcja orientacyjna powstaje w odpowiedzi na nowe, nieoczekiwane bodźce, pojawiające się w otoczeniu. Ma ona ogromne znaczenie w procesie uczenia się. 
Sens reakcji sprowadza się do zaostrzenia procesów spostrzegania wraz ze wzrostem napływu informacji i ujawnianiem nowych i – w pierwszym rzędzie – znaczących, ważnych bodźców. Za pomocą reakcji orientacyjnej następuje bardzo czułe rozróżnienie podniet, osiągane dzięki zmianom, jakie przy tym zachodzą w sposobie funkcjonowania percepcyjnych struktur mózgu. Powtórne oddziaływanie bodźca doprowadza do coraz pełniejszego jego poznawania i równocześnie do wygasania reakcji orientacyjnej. Tak więc, reakcja orientacyjna występuje w charakterze "informacyjnego regulatora", który włącza się z chwilą powstania nowej sytuacji. Takie działanie jest biologicznie celowe, ponieważ przygotowuje ono organizm do reakcji i zmiana sytuacji nie może go zaskoczyć, reakcja organizmu wyprzedza bowiem rozwój zdarzeń w otaczającym środowisku, sprzyjając tym samym jego wyładowaniu się i zaspokojeniu potrzeb. Reakcja orientacyjna określona przez Iwana Pawłowa jako "reakcja "co to jest"", była po raz pierwszy przedmiotem badań w jego laboratorium. W chwili obecnej znany już jest jej niewątpliwy wpływ na powstawanie odruchów warunkowych. W wyniku licznych badań na zwierzętach i ludziach wykazano, że procesowi wykształcania się odruchu warunkowego, opartego na zapisie w mózgu nowego doświadczenia, towarzyszy wyraźne ożywienie komponentów reakcji orientacyjnej, która, w miarę utrwalania się związku, wygasa, ale ożywia się ponownie przy każdej zmianie warunków doświadczenia.
Reakcja orientacyjna może być wynikiem nagłego wzrostu niespecyficznej aktywacji układu siatkowatego lub wzgórza.

## Literatura
- Konorski J., Integracyjna działalność mózgu, Warszawa 1969